# 거문오름
거문오름(拒文岳)은 대한민국 제주특별자치도의 제주시 조천읍과 서귀포시 남원읍, 서귀포시 표선면의 경계를 이루고 있는 오름이다. 정상의 분화구의 형태는 등성이를 기준으로 동, 서로 나뉘어 있는 복합형식으로 되어 있다.

## 개요
제주 선흘리 거문오름은 제주도에서 분포하는 368개의 단성화산체(오름) 중의 하나이다. 제주도 동북사면 해발 400m에 위치한 이 오름은 주변에 수많은 동굴들이 집중 분포하는 곳이며, 이 오름이 중요한 이유는 이 화산체로부터 흘러나온 용암류가 지형경사를 따라 북동쪽의 방향으로 해안선까지 도달하면서 20여개의 동굴(김녕굴 및 만장굴 등)을 포함하는 용암동굴구조를 완성시킨 근원지이기 때문이다.
이 동굴구조 내에는 3개 방향의 동굴계가 형성되어 있고, 제1동굴계인 거문오름에서부터 당처물동굴까지는 약 13km에 이르며 거의 직선으로 형성된 용암동굴구조 내에 뱅뒤굴, 만장굴, 김녕사굴과 당처물동굴이 이어져 있고 지형도 상에서 그 흔적을 추적할 수 있다.
제주도자연유산지구 학술조사용역 결과에 따르면, 선흘리 거문오름 주변에 발달된 용암동굴의 규모와 연장길이 동굴 생성물 등은 세계적인 수준으로 확인된바 있다. 학술적 ·자연유산적 가치가 높아 2007년 6월 유네스코 세계자연유산으로 등재되었다.

## 지질
제주도 한라산의 단성화산체 중 하나로 숲이 우거져 검게 보여 검은오름이라고 하였고, 거문오름이라고 부른다. 거문오름은 지질학적 가치가 뛰어나 유네스코 세계자연유산으로 지정, 제주도가 관리하고 있다. 또한 곳곳에 갱도진지, 병참도로 등 일본군의 태평양전쟁 때의 군사시설이 발견되고 있어 과거 역사 잔재물인 일본군 동굴 진지 등의 역사탐방지로도 활용되고 있다. 거문오름의 화산체에서 흘러나온 용암류가 북동쪽 해안가의 20여개 동굴의 직접적인 근원지로 인정됨에 따라 2005년 1월 전국 최초로 국가지정문화재인 천연기념물 444호 로 지정되었다.

## 지형
산의 꼭대기에는 물이 언제나 고여 있다. 동쪽에는 상록수림이 자라고, 그 이외의 지역에서는 낙엽수림이 자란다. '제주 화산섬과 용암동굴'에 포함되어 유네스코 세계자연유산으로 지정되었는데 제주도의 오름 중 유일하게 세계자연유산으로 등록되었다. 특히 거문오름은 제주에서 가장 긴 용암협곡을 지니고 있는데 오름이 생성될 당시 흘러나온 용암이 경사지형을 따라 흘러내리면서 용암동굴이 생성되었다고 여겨져 만장굴, 김녕굴, 당처물 동굴은 규모와 생성물이 생태학적으로 세계적인 수준으로 꼽는다.

## 같이 보기
- 오름
- 한라산
- 금오름
- 거문오름 용암동굴계